# Trachinus armatus
Trachinus armatus är en fiskart som beskrevs av Bleeker, 1861. Trachinus armatus ingår i släktet Trachinus och familjen fjärsingfiskar. Inga underarter finns listade i Catalogue of Life.